# المرباعة (المخادر)

تعديل مصدري - تعديل

المرباعة محلة تابعة لقرية الريد، التابعة لعزلة بني سرحة بمديرية المخادر إحدى مديريات محافظة إب في الجمهورية اليمنية، بلغ تعداد سكانها 57 حسب تعداد اليمن لعام 2004.